# 坦納 (印第安納州)
坦納（英語：Tanner）是位於美國印第安納州格林縣的一個非建制地區。該地的面積和人口皆未知。